# 山桐子
山桐子（学名：Idesia polycarpa），也叫南天桐、椅樹、桐椅、水冬桐、水冬瓜，为杨柳科（原属大风子科）山桐子属的唯一一种。它是一种落叶乔木，生于东亚海拔400-2500米的低山区的山坡、山洼等落葉闊葉林和針闊葉混交林中，高8–21米。其果實產量大，受鳥類青睞，人類也可食用，亦有開發為醫藥用油、生質柴油之潛力。葉子入药，有清熱涼血，散瘀消腫的功效。
属名Idesia以17世纪德国探险家Eberhard Isbrand Ides的名字命名。